# Лез (приток Сысолы)
Лез — река в России, течёт по территории Койгородского района Республики Коми. Образуется слиянием рек Малый Лез и Большой Лез. Устье реки находится в 414 км по левому берегу реки Сысола. Длина реки составляет 23 км.
Притоки (км впадения от устья Леза): Кряжевка (7 км), Большой Лез (23 км), Малый Лез (23 км).

## Данные водного реестра
По данным государственного водного реестра России относится к Двинско-Печорскому бассейновому округу, водохозяйственный участок реки — Вычегда от истока до города Сыктывкар, речной подбассейн реки — Вычегда. Речной бассейн реки — Северная Двина.
Код объекта в государственном водном реестре — 03020200112103000018587.